# Mosaik-Rechte
Mit der Bezeichnung Mosaik-Rechte beschreiben neurechte Protagonisten eine Zusammenarbeit verschiedener Strömungen am rechten politischen Rand. 
Die Bezeichnung „Mosaik-Rechte“ wurde 2017 von Benedikt Kaiser, einem neurechten Publizisten und Autor, als einzuforderndes Konzept eingeführt. Kaiser übertrug hierbei das vom Gewerkschaftler Hans-Jürgen Urban postulierte und letztendlich gescheiterte Modell einer „Mosaik-Linken“ auf die Neue Rechte. Urban wollte mit dieser Bezeichnung Lähmungserscheinungen der Gewerkschaften nach der Finanzkrise von 2008 entgegentreten sowie der Linken eine politische Orientierung geben. Urban plädierte für eine Sammlung aller gesellschaftlichen Kräfte, die unter den Folgen der Krise litten, um eine starke linke Gegenbewegung zum Kapitalismus zu schaffen. Eine solche Gegenbewegung zum dominierenden Neoliberalismus, in der Gewerkschaften mit NGOs zusammenarbeiten, wozu etwa Menschenrechts- und Umweltgruppen gehören würden, bezeichnete er als „Mosaik Linke“.
Analog hierzu empfahl Kaiser verschiedenen Protagonisten eine ähnliche Zusammenarbeit. Laut seiner Ansicht entstand durch den Einzug der AfD in die Parlamente, durch die Provokationen der Identitären und der Mobilisierung der Straße durch Pegida eine „Mosaik–Rechte“, wobei er auf den Bewegungscharakter abstellte.
Kaisers Vorstellung einer Mosaik–Rechten wurden in seinem 2022 erschienenen Buch „Die Partei und ihr Vorfeld“ präzisiert. Der Dreiklang von Partei, Bewegung und Bewegungsintellektuellen als den Kernelementen des Mosaiks wurde nun stärker auf die Erfolgsaussichten einer „nonkonformistischen“ Partei als dem größten Baustein des Mosaiks zugeschnitten. Darin bestünde das Mosaik nunmehr aus dem Zusammenspiel von Partei, einem Vorfeld, welcher den Begriff der Bewegung ersetzte und einem dritten Element, den er „Plus X“ benannte. Eine handlungsbezogene Arbeitsteilung bei gleichzeitig inhaltlicher Heterogenität sollte sowohl der internen Elitenbildung dienen als auch das externe Maximalwachstum fördern.
Im arbeitsteiligen Zusammenspiel, so Felix Schilk, schaffe die Neue Rechte diskursive und gesellschaftliche Resonanzräume für den parlamentarischen Rechtspopulismus. Während der Rechtspopulismus auf politische Hegemonie ziele, verfolge die Neue Rechte kulturelle Hegemonie. Die „Mosaik Rechte“ sei zwar durch gemeinsame Gesellschaftsvorstellugen und politische Ziele verbunden, adressiere jedoch unterschiedliche Zielgruppen mit unterschiedlichen Strategien.